# めぐる季節を越えて
『めぐる季節を越えて』（めぐるきせつをこえて）はFIELD OF VIEWの9thシングル。

## 解説
- 自分たちの音楽性を考慮し、自身達が初めて編曲に参加した作品。
- フジテレビ系『奇跡体験!アンビリバボー』エンディングテーマ曲。

## 収録曲
1. めぐる季節を越えて
作詞・作曲：浅岡雄也　編曲：FIELD OF VIEW・池田大介
2. そばにいたかった 〜STAND ALONE〜 
作詞：浅岡雄也　作曲：小田孝　編曲：FIELD OF VIEW・池田大介
3. めぐる季節を越えて（オリジナルカラオケ）

## 収録アルバム
- FIELD OF VIEW III 〜NOW HERE NO WHERE〜 (#1)
- FIELD OF VIEW BEST 〜fifteen colours〜 (#1,2)
- the FIELD OF VIEW BEST 2001 Limited Edition of Asia (#1)
- Memorial BEST 〜Gift of Melodies〜 (#1)